# 20大道車站 (BMT西城線)
20大道車站（英語：20th Avenue station）是紐約地鐵BMT西城線的一個慢車地鐵站，位於本森赫斯特20大道及86街交界，設有D線（任何時候停站）列車服務。

## 車站結構
| P 月台層 | 側式月台 | 側式月台                               |
| P 月台層 | 北行慢車 | ← 往諾伍德-205街 (18大道)              |
| P 月台層 | 尖峰快車 | → 無定期服務                           |
| P 月台層 | 南行慢車 | → 往康尼島-斯提威爾大道 (海灣公園道) → |
| P 月台層 | 側式月台 |                                        |
| M        | 夾層     | 閘機、出入口、MetroCard自動售票機      |
| G        | 街道層   | 出入口                                 |

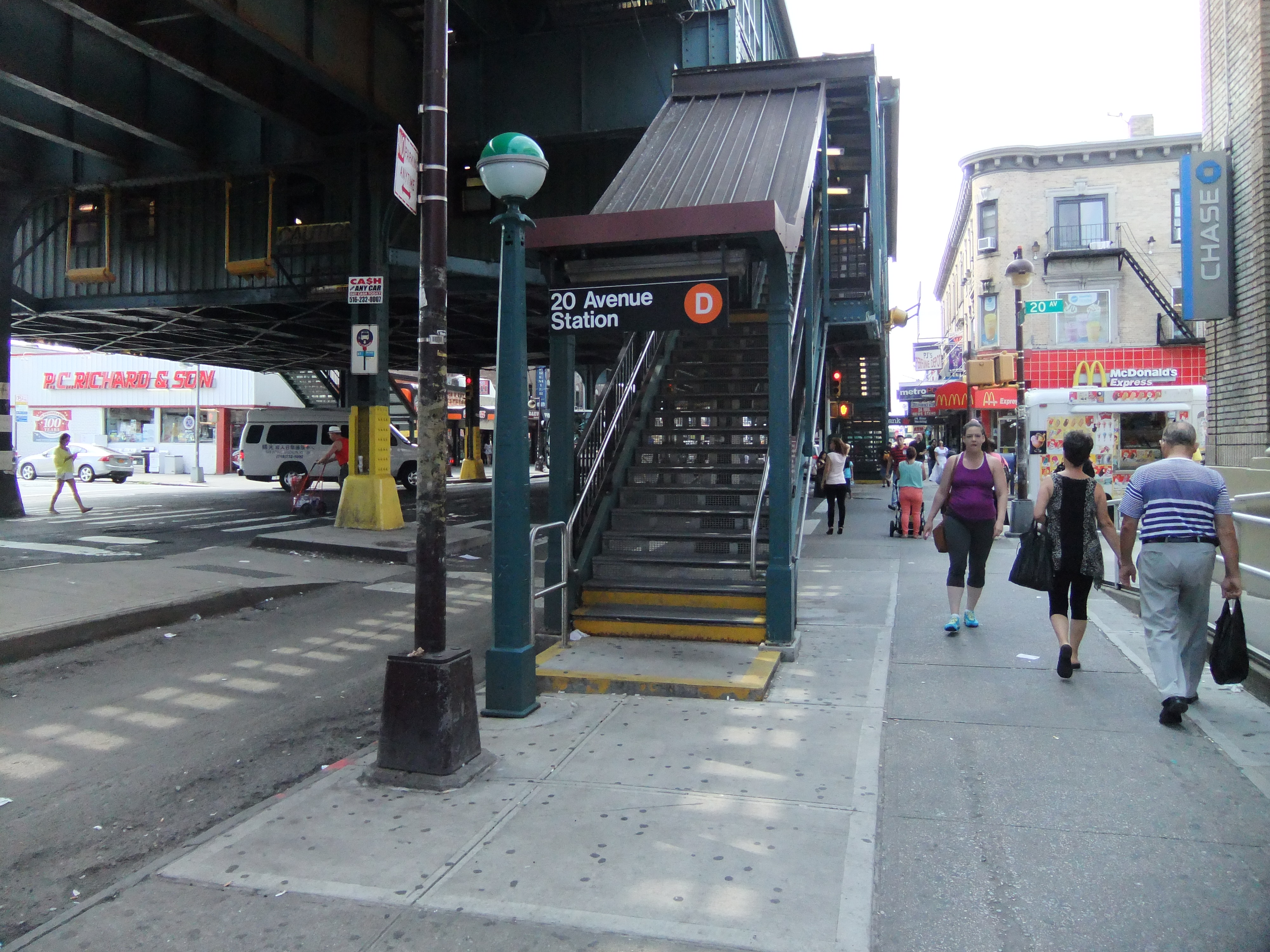
西南街梯

此高架車站在1916年9月15日啟用，設有兩個側式月台和三條軌道。中央軌道正常不使用。康尼島方向月台比曼哈頓方向月台稍為偏南，這是因為1960年代月台延長的方向導致。

## 外部連結
- nycsubway.org—BMT West End Line: 20th Avenue
- Station Reporter — D Train
- 20th Avenue entrance from Google Maps Street View（页面存档备份，存于）
- Platforms from Google Maps Street View
- 20th Avenue at TheSubwayNut（页面存档备份，存于）